# Claus Küchenmeister
Claus Küchenmeister (* 7. September 1930 in Berlin; † 13. Dezember 2014) war ein deutscher Schriftsteller.

## Leben
Claus Küchenmeister war der Sohn des Drehers und kommunistischen Journalisten
Walter Küchenmeister, der während des Dritten Reiches der Widerstandsgruppe „Rote Kapelle“ angehörte und 1943 hingerichtet wurde. Claus Küchenmeister war 1942 von Elfriede Paul in die Schweiz gebracht worden, wo er bis 1946 das Institut auf dem Rosenberg bei St. Gallen besuchte. 1946 kehrte er nach Berlin zurück. 1949/50 studierte er am Deutschen Theaterinstitut in Weimar, wo er Wera Skupin kennenlernte, die er 1952 heiratete und mit der er zwei Kinder, seinen Sohn Daniel und eine Tochter, hatte. Nach einer Zeit als Mitarbeiter im DEFA-Nachwuchsstudio war er von 1952 bis 1954 Meisterschüler am Berliner Ensemble Bertolt Brechts. Für seine dortige Tätigkeit als Regieassistent erhielt er 1960 ein Diplom der Deutschen Akademie der Künste. Ab 1955 war Küchenmeister als Dramaturg tätig, von 1965 bis 1969 leitete er die Fachrichtung Szenarium an der Deutschen Hochschule für Filmkunst in Potsdam-Babelsberg. Ab 1970 arbeitete er als Drehbuchautor und Szenarist beim DEFA-Studio für Spielfilme.
Küchenmeister verfasste neben zahlreichen Drehbüchern für die DEFA seit den 1950er Jahren Romane und Kinderbücher. Die meisten seiner literarischen Werke entstanden in Zusammenarbeit mit seiner Ehefrau Wera Küchenmeister.
Er war von 1957 bis 1990 Mitglied des Schriftstellerverbandes der DDR, seit 1968 gehörte er dessen Vorstand an. Seit 1990 war er Mitglied des Verbandes Deutscher Schriftsteller (VDS) und der Vereinigung der Verfolgten des Naziregimes – Bund der Antifaschistinnen und Antifaschisten (VVN) in Berlin.
Er und seine Frau Wera arbeiteten unter den Decknamen „Kaminski“ und „Sonja“ spätestens ab 1964 mit Unterbrechung bis 1979 für das Ministerium für Staatssicherheit der DDR.
Sein schriftlicher Nachlass befindet sich im Archiv der Akademie der Künste in Berlin.

## Auszeichnungen
- 1958: Ernst-Zinna-Preis der Stadt Berlin
- 1959: Heinrich-Greif-Preis
- 1965: Erich-Weinert-Medaille; Nationalpreis der DDR 2. Klasse
- 1970: Verdienstmedaille der Nationalen Volksarmee in Gold[4]
- 1971: Nationalpreis der DDR 1. Klasse und den Kunstpreis des FDGB
- 1974: Vaterländischer Verdienstorden in Bronze
- 1985: Vaterländischen Verdienstorden in Silber

## Werke

### Bücher
- Frau Holle, Berlin 1954 (zusammen mit Wera Küchenmeister)
- Das Waldfest der Tiere, Berlin 1954 (zusammen mit Wera Küchenmeister)
- Der kleine und der große Klaus, Berlin 1955 (zusammen mit Wera Küchenmeister)
- Damals achtzehn, neunzehn, Berlin 1958 (zusammen mit Wera Küchenmeister)
- Judiths wunderbarer Ball, Berlin 1961 (zusammen mit Wera Küchenmeister und Bert Heller)
- Daniel und der Weltmeister, Berlin 1962 (zusammen mit Wera Küchenmeister und Erich Gürtzig)
- Sie nannten ihn Amigo, Berlin 1962 (zusammen mit Wera Küchenmeister)
- Daniel und der Maler, Berlin 1963 (zusammen mit Wera Küchenmeister und Erich Gürtzig)
- Als Thälmann noch ein Junge war, Berlin 1976 (zusammen mit Wera Küchenmeister und Volker Koepp)
- Daniel und seine Martha, Berlin 1977 (zusammen mit Wera Küchenmeister und Hans-Dieter Bartel)
- Ina, Berlin 1978 (zusammen mit Wera Küchenmeister)
- Schüsse im Januar, zwei Teile, Berlin 1978 (zusammen mit Wera Küchenmeister)
- Der Mann aus dem Dunkel, Berlin 1979 (zusammen mit Wera Küchenmeister)
- Vom rotgesprenkelten Spatzen, Berlin 1980 (zusammen mit Füruzan und Wera Küchenmeister)
- Wenn ich will, bin ich ein Hase, Berlin 1981 (zusammen mit Wera Küchenmeister und Konrad Golz)
- Zur Stunde des Grubenpferds, Berlin 1981 (zusammen mit Wera Küchenmeister)
- Das Märchen vom Hahn, Berlin 1982 (zusammen mit Wera Küchenmeister und Franz Zauleck)
- Rentiergeheimnisse, Berlin 1984 (zusammen mit Wera Küchenmeister)
- Eine Begabung muß man entmutigen …, Berlin 1986 (zusammen mit Wera Küchenmeister)
- Um die Ecke in Berlin, Berlin 1986 (zusammen mit Wera Küchenmeister)
- Der Lude, Berlin 1987 (zusammen mit Wera Küchenmeister)
- Wahrheit, wie sie in alten Märchen steckt, Berlin 1989 (zusammen mit Wera Küchenmeister)
- Blankensee, Schwedt/O. 1994 (zusammen mit Wera Küchenmeister und Sara Harten)

### Filmdrehbücher
- 1956: Träumt für morgen (mit Wera Küchenmeister)
- 1958: Sie nannten ihn Amigo (mit Wera Küchenmeister und Heiner Carow)
- 1959: Der verlorene Ball (mit Wera Küchenmeister)
- 1959: Ein deutscher Herr in Paris (mit Wera Küchenmeister)
- 1960: Die rote Trommel (mit Wera Küchenmeister)
- 1961: Alltag eines Poeten (mit Wera Küchenmeister)
- 1961: Schubi würfelt (mit Wera Küchenmeister)
- 1962: Wer bürgt für Deutschland (mit Wera Küchenmeister)
- 1967: Der tapfere Schulschwänzer (mit Wera Küchenmeister und Winfried Junge)
- 1968: Die Russen kommen
- 1970: KLK an PTX – Die Rote Kapelle (mit Wera Küchenmeister und Horst E. Brandt)
- 1971: Der kleine und der große Klaus (mit Wera Küchenmeister)
- 1973: Aus dem Leben eines Taugenichts (mit Celino Bleiweiß und Wera Küchenmeister)
- 1974: Aus meiner Kindheit (mit Wera Küchenmeister und Bernhard Stephan)
- 1975: Zwischen Tag und Nacht (mit Wera Küchenmeister)
- 1975: Er könnte ja heute nicht schweigen (mit Wera Küchenmeister und Volker Koepp)
- 1977: Trampen nach Norden (mit Wera Küchenmeister)
- 1977: Ich erinnere mich noch (mit Wera Küchenmeister)
- 1978: Der Meisterdieb (mit Wolfgang Hübner, Peter Süring und Wera Küchenmeister)
- 1980: Komödianten-Emil (Szenarium mit Wera Küchenmeister)
- 1980: Gevatter Tod (mit Wera Küchenmeister)
- 1982: Der entführte Prinz (mit Wera Küchenmeister)
- 1984: Der Lude (mit Wera Küchenmeister)
- 1986: Jorinde und Joringel (Fernsehen, mit Wera Küchenmeister)

### Hörspiele
- 1958: Mit Wera Küchenmeister: Damals achtzehn – neunzehn – Regie: Helmut Hellstorff (Dokumentarhörspiel – Rundfunk der DDR)

### Herausgeberschaften
- Martin Hayneccius: Hans Pfriem oder Kühnheit zahlt sich aus. Leipzig 1955 (zusammen mit Wera Küchenmeister)
- Pferdchen, du mein weißes. Berlin 1975 (zusammen mit Marcela Lopez und Wera Küchenmeister)
- Andreas Alariesto: Zauberer, Teufel und Lemminge. Berlin 1981 (zusammen mit Wera Küchenmeister)
- Víctor Carvajal: Der Streit um die Puppe. Berlin 1981 (zusammen mit Wera Küchenmeister)
- Bilder aus dunkler Zeit. Berlin 1984 (zusammen mit Wera Küchenmeister)
- Lope de Vega: Julian oder Das prophetische Tier. Jütchendorf 1995 (zusammen mit Wera Küchenmeister)